# I. Alfonz aragóniai király
I. (Harcos) Alfonz (Aragóniai Királyság, 1073 – Poleñino, 1134. szeptember 7.) aragóniai és navarrai király 1104-től haláláig.

## Élete
Sancho király fiaként született, és bátyja, I. Péter  halála után jutott trónra. VI. Alfonz kasztíliai király rávette, hogy vegye feleségül leányát, és örökösét Burgundiai Rajmund özvegyét, Urracát. Így, miután 1109-ben VI. Alfonz elhunyt, Aragónia, Navarra, Kasztília és León névleg egyesült, I. Alfonz pedig felvette apósa címeit. Az egyesítés mindazonáltal kudarcba fúlt. León és Kasztília ellenséges fogadta Alfonzot — egyrészt, mert Urraca nem kedvelte második férjét, másrészt, mert Toledo francia érseke, Bernard védencét, Alfonzo Ramírezt (Urraca első házasságából való fiát) kívánta trónra juttatni. Bernard sürgetésére a pápa érvénytelennek nyilvánította Alfonz és Urraca házasságát. Alfonz továbbra is szerepet játszott León–Kasztília belső villongásaiban, és csak Urraca 1126-ban bekövetkezett halála után mondott le trónigényéről mostohafia javára.
E bonyodalmak között több jelentős győzelmet aratott a mórok felett: 1118-ban elfoglalta Zaragozát, 1125-ben pedig vakmerő katonai expedíciót vezetett mélyen Andalúzia déli részébe. Hadjárataihoz értékes támogatást kapott a Pireneusoktól északra fekvő grófságok uralkodóitól, így Aragónia dél-franciaországi ügyeibe is belekeveredett.
Alfonz 1134-ben, a fragai csatában halálos sebet kapott. Mélyen vallásos emberként királyságát a templomos- és az ispotályos lovagokra hagyta, de alattvalói végül fivérét, II. Ramirót ültették Aragónia trónjára. Navarra elszakadt Aragóniától, és királya a néhai V. García dédunokája, VI. García lett.